# Nikolaï Milioutine (homme politique)
Pour les articles homonymes, voir Nikolaï Milioutine et Milioutine.
Nikolaï Alexeïevitch Milioutine (en russe : Николай Алексеевич Милютин), né en 1818, mort en 1872, était un homme politique russe, adjoint du ministre de l'intérieur, chef des deux commissions de rédaction chargées de la réforme concernant l'abolition du servage 1859 à 1861, chef de la Commission pour la réforme agraire en Pologne et chargé de la russification de la Pologne, chef de la commission administrative chargée de la disparition du royaume de Pologne pour une province russe (1864).

## Biographie
Nikolaï Alexeïevitch Milioutine fut un ardent défenseur de la réforme de l'émancipation des moujiks, homme de caractère, il désirait pour sa terre natale des progrès sociaux, une justice plus équitable, le dialogue entre les différents acteurs de la politique, la noblesse russe, mais également avec le peuple russe. Il fut l'un des principaux architectes des grandes réformes entreprises par l'empereur Alexandre II.
Nikolaï Alexeïevitch Milioutine sortit diplômé de l'université de Moscou, en 1835, il entra au ministère de l'Intérieur. Dans les années 1840, il apporta son aide aux réformes de l'administration communale de Moscou, Saint-Pétersbourg et Odessa.
En 1858, Nikolaï Alexeïevitch Milioutine fut nommé adjoint du comte Lanskoï, alors ministre de l'Intérieur. En 1861, il fut nommé sénateur.

### Abolition du servage
En 1859, afin de mener à bien la réforme de l'abolition du servage, Milioutine créa deux commissions rédactionnelles, il regroupa autour de lui des hommes comme Iouri Samarine, Iakov Soloviev et le prince Vladimir Alexandrovitch Tcherkassky. Avec ses derniers et d'autres personnalités, il jeta les bases juridiques de l'émancipation des serfs qui aboutit au manifeste du 2 mars 1861 qui fut, en grande partie, rédigé par lui.
Homme énergique, il parvint à rapprocher les différents partis, celui d'Alexandre II mené par Iakov Rostovtsev, partisan de l'abolition du servage, et le parti hostile à l'émancipation des moujiks. Ceux-ci accusèrent Rostovtsev de vouloir ruiner la noblesse, d'introduire une monarchie constitutionnelle en Russie. Milioutine fut accusé par ses détracteurs d'être « un rouge ».

### Réforme agraire de Pologne
En 1863, confronté à de multiples révoltes en Pologne, Alexandre II prit la décision d'améliorer les conditions de vie des paysans polonais par une réforme afin de gagner le petit peuple à la Russie. Le comte Milioutine reforma le groupe d'hommes qui, en 1861 avait travaillé à ses côtés à l'élaboration de l'abolition du servage. L'empereur envoya chacun de ces conseillers dans les régions de Pologne les plus instables pour appliquer sa nouvelle politique agraire. Le 19 février 1864 un manifeste impérial accorda gratuitement des terres aux paysans polonais au détriment des propriétaires terriens nationalistes polonais.

### Russification de la Pologne
Après les émeutes en Pologne de 1861 et 1863, Mioutine préside une Commission administrative chargée d'aligner les territoires polonais sur les structures administratives russes et d'en faire une province. Contre l'avis du namiestnik, le comte von Berg, la commission juridique n'est composée que de juristes russes. Il conçoit un programme efficace de russification et ôte aux prêtres catholiques le monopole de l'enseignement. 
Nikolaï Milioutine est le frère du ministre de la Guerre Dmitri Alexeïevitch Milioutine (1816-1912), l'un des grands chefs militaires de la Russie impériale du XIXe siècle, du philosophe et journaliste Vladimir Alexeïevitch Milioutine (1826-1855), neveu du comte Pavel Kisselev, l'un des plus brillants réformateurs du règne de Nicolas Ier.
Milioutine donna sa démission après un accident vasculaire cérébral qui le laissa paralysé et vécut le reste de sa vie dans la solitude.

## Sources
- Henri Troyat, Nicolas II de Russie ;
- Hélène Carrère d'Encausse, Alexandre II : le printemps de la Russie, Paris, Fayard, coll. « Le Livre de poche », 2010 (1re éd. 2008), 541 p. (ISBN 978-2-253-12959-2)